# Kassien
Die Kassien (Cassia) sind eine Pflanzengattung in der Unterfamilie Caesalpinioideae innerhalb der Familie der Hülsenfrüchtler (Fabaceae).

## Beschreibung

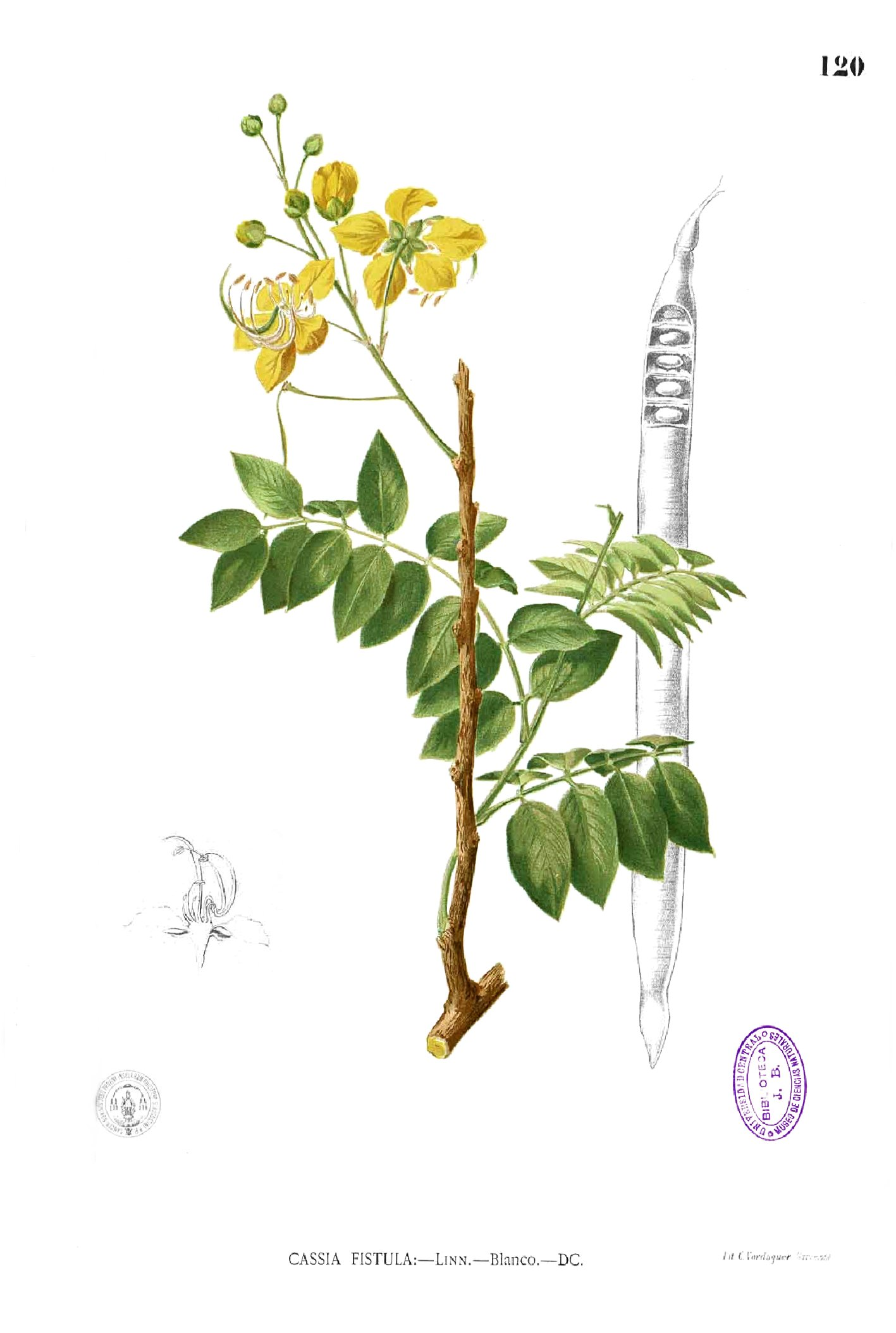
Illustration der Röhren-Kassie (Cassia fistula)

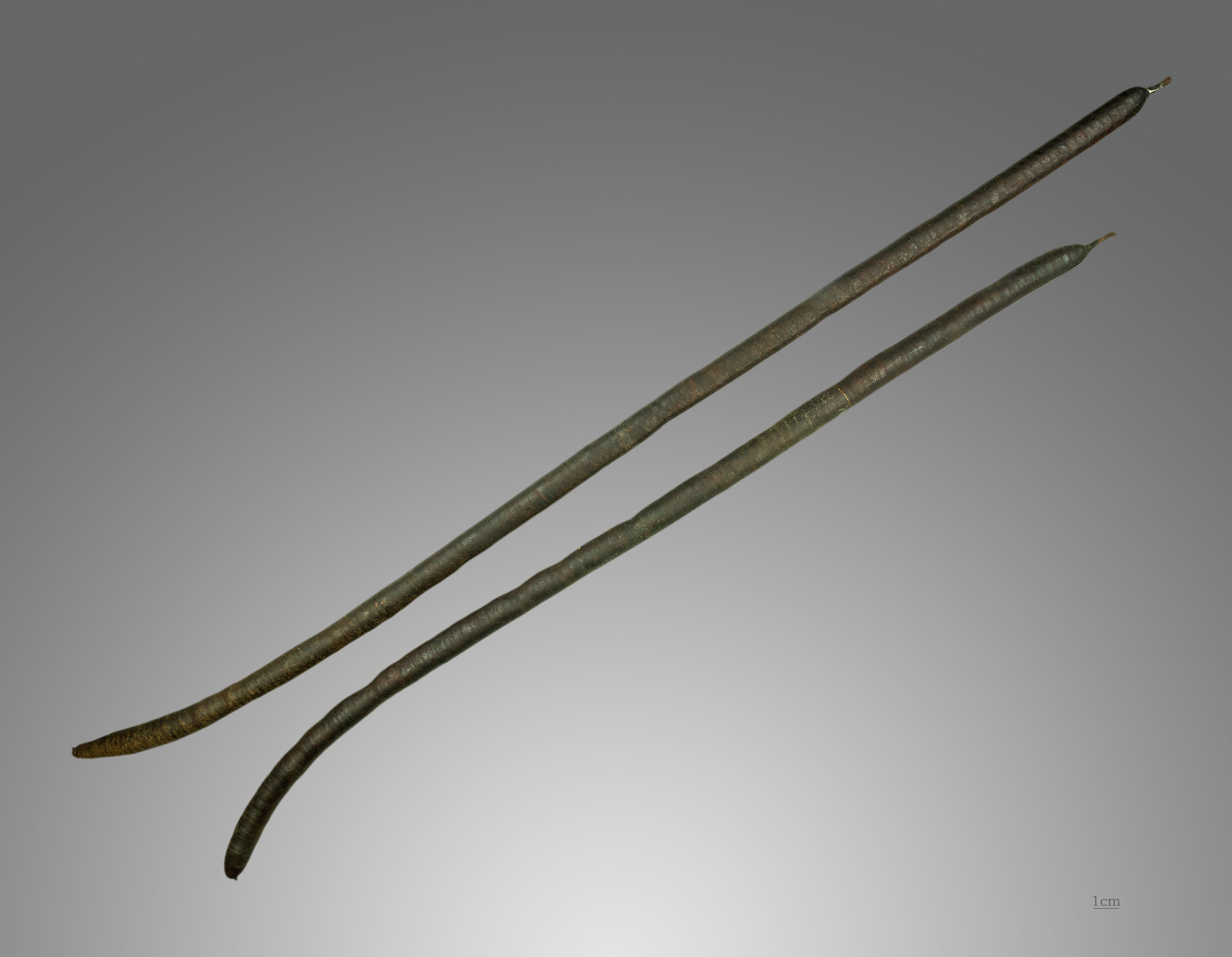
Früchte von Cassia sieberiana

### Vegetative Merkmale
Cassia-Arten wachsen als kleine, unbewehrte Bäume oder große Sträucher. Die oberirdischen Pflanzenteile sind behaart oder kahl. 
Die wechselständig oder spiralig stehenden, gestielten Laubblätter sind drüsenlos und paarig gefiedert mit 3 bis 25 Paaren Fiederblättchen. Die ganzrandigen und kurz gestielten Blättchen sind eiförmig bis verkehrt-eiförmig oder elliptisch und abgerundet bis zugespitzt und manchmal eingebuchtet. Die Blättchen sind unterseits fahlgrün. Die manchmal zweilappigen Nebenblätter sind zugespitzt und hinfällig. 

### Generative Merkmale
Die Blüten stehen in endständigen traubigen Blütenständen zusammen. 
Die fünfzähligen Blüten sind leicht zygomorph und gestielt. Die fünf Kelchblätter sind annähernd gleich, verkehrt-eiförmig und grün bis gelblich. Die fünf Kronblätter sind gelb oder rosafarben oder selten rötlich, auch weiß und gemischtfarbig. Sie haben ein Trag- und Vorblätter, die aber meist früh abfallen. Es ist oft ein Blütenbecher vorhanden.
Es gibt zehn freie Staubblätter bzw. Staminodien. Die Staubfäden sind ungleich und in zwei Kreisen angeordnet. Die drei adaxialen sind viel kleiner und meist steril (Staminodien), die vier mittleren länger und die drei abaxialen stark verlängert, sigmoidal bzw. S-förmig gebogen, mit langen Staubbeuteln und die Staubfäden sind manchmal etwas aufgeblasen. Die Staubbeutel sind unterschiedlich, aber nie geschnäbelt. Die Staubblätter und Staminodien öffnen sich basal porizid und/oder ventrizid.
Der ober- oder mittelständige, gestielte, längliche und einkammerige Fruchtknoten ist hakenförmig gekrümmt und länger als die Kronblätter, er hat viele Samenanlagen und einen kaum zu unterscheidenden, kurzen Griffel mit kleiner kopfiger Narbe. 
Die hängenden und kurz gestielten Hülsenfrüchte sind zylindrisch oder abgeflacht und holzig und selten geflügelt. Sie öffnen sich zur Reife meist nicht. Zwischen den Samen befinden sich mehr oder weniger ausgebildete, transverse Scheidewände (Septen), die dem Endokarp erwachsen. Die sehr harten Samen sind meistens in einer weichlichen Pulpe eingebettet, die süß bis bitter schmeckt und mehr oder weniger klebrig ist. Der Funiculus des Samens, mit dem sie an der Fruchtwand befestigt sind, ist fadenförmig.

## Systematik und Verbreitung
Die Gattung Cassia ist pantropisch verbreitet.
Die Gattung Cassia wurde 1753 durch Carl von Linné in Species Plantarum Band 1, Seite 376 aufgestellt. Synonyme für Cassia L. sind: Bactyrilobium Willd., Cathartocarpus Pers.
Die Gattung Cassia gehört zur Subtribus Cassiinae in der Tribus Cassieae in der Unterfamilie Caesalpinioideae innerhalb der Familie der Hülsenfrüchtler (Fabaceae). Die Gattung umfasst heute etwa 30 bis über 70 Arten. In der Vergangenheit war die Gattung wesentlich artenreicher, ein Großteil der Arten wurde jedoch in die Gattungen Senna Mill. und Chamaecrista Moench ausgegliedert. 
Liste der akzeptierten Cassia-Arten:
| - Cassia abbreviata Oliv.: Sie vom nordöstlichen bis südlichen sowie westlich-zentralen tropischen Afrika und im südlichen Afrika verbreitet. Es gibt Fundortangaben für Somalia, Kenia, Tansania, die Demokratische Republik Kongo, Mosambik, Sambia, Simbabwe, Botswana, Namibia, Eswatini, Limpopo sowie Mpumalanga. - Cassia aciphylla A.Gray - Cassia afrofistula Brenan: Sie kommt in Kenia, Tansania und Mosambik vor. - Cassia agnes (de Wit) Brenan - Cassia aldabrensis Hemsl. - Cassia angolensis Hiern - Cassia arereh Delile - Cassia artemisioides DC. - Cassia aubrevillei Pellegr.: Sie kommt in Gabun und Elfenbeinküste vor. - Cassia aurantiacum Lindl: Sie stammt aus Guatemala und kommt auch auf den Kanarischen Inseln vor. - Cassia bakeriana Craib: Sie kommt in Thailand und in Myanmar vor. - Cassia barclayana Sweet - Cassia brewsteri (F.Muell.) F.Muell. ex Benth.: Sie kommt in Australien vor. - Cassia burttii Baker f. - Cassia cardiosperma F.Muell. - Cassia charlesiana Symon - Cassia chatelainiana Gaudich. Australien. - Cassia circinnata Benth. Ostaustralien. - Cassia cladophylla W.Fitzg. - Cassia concinna Benth. - Cassia coronilloides Benth. - Cassia costata J.F.Bailey & C.T.White - Cassia cowanii H.S.Irwin & Barneby: Sie kommt in Ecuador, Venezuela, Guayana, Suriname, in Französisch-Guayana, Brasilien und in Peru vor. - Cassia desolata F.Muell. - Cassia didymobytriaFresen: Sie kommt auf den Kanarischen Inseln vor. - Cassia eremophila Vogel - Cassia fastuosa Willd. ex Benth.: Sie kommt in Brasilien, Bolivien und Französisch-Guayana vor. - Cassia ferraria Symon - Cassia ferruginea (Schrad.) Schrad. ex DC.: Sie kommt im nordöstlichen und östlichen Brasilien vor. - Röhren-Kassie (Cassia fistula L.): Sie stammt möglicherweise aus dem tropischen Asien. - Cassia goniodes Benth. - Cassia grandis L. f.: Sie ist vom südlichen Mexiko bis zum südwestlichen Brasilien und auf Karibischen Inseln verbreitet. - Cassia hammersleyensis Symon - Cassia harneyi westSpecht - Cassia helmsii Symon - Cassia hintonii Sandwith. Heimat: Zentral- und Südwestmexiko. - Cassia hippophallus Capuron: Sie kommt in Madagaskar nur in den Provinzen Antsiranana sowie Mahajanga vor. - Cassia javanica L.: Sie kommt ursprünglich im nordöstlichen Indien, in Bangladesch, Indonesien, Indochina, Malaysia, auf den Philippinen, in China und Taiwan vor. - Cassia johannae Vatke - Cassia leiandra Benth.: Sie kommt in Brasilien vor. - Cassia leptoclada Benth. - Cassia leptophylla Vogel: Sie kommt in Brasilien vor. - Cassia lineata (Sw.) Greene - Cassia luerssenii Domin - Cassia madagascariensis Bojer - Cassia magnifolia F.Muell. - Cassia manicula Symon - Cassia mannii Oliv. - Cassia marksiana (Bailey) Domin - Cassia midas H.S.Irwin & Barneby - Cassia moschata Kunth: Sie ist vom südöstlichen Mexiko bis Brasilien verbreitet. - Cassia ×nealiae H.S.Irwin & Barneby (= Cassia javanica × Cassia fistula) - Cassia nemophila Vogel - Cassia neurophylla W.Fitzg. - Cassia notabilis F.Muell. - Cassia oligoclada F.Muell. - Cassia oligophylla F.Muell. - Cassia phyllodinea R.Br. - Cassia pilocarina Symon - Cassia pleurocarpa F.Muell. - Cassia pruinosa F.Muell. - Cassia queenslandica C.T.White - Cassia regia Standl. - Cassia renigera Benth. - Cassia retusa Vogel - Cassia roxburghii DC.: Sie kommt im südlichen Indien und in Sri Lanka vor. - Cassia rubriflora Ducke - Cassia sieberiana DC.: Sie kommt im tropischen Afrika vor. - Cassia spruceana Benth.: Sie kommt in Kolumbien, Brasilien und Französisch-Guayana vor. - Cassia stowardii S.Moore - Cassia sturtii R.Br. - Cassia thyrsoidea Brenan - Cassia tomentella (Benth.) Domin - Cassia venusta F.Muell. |

## Belege
- B. R. Randell, B. A. Barlow: Cassia, In: Flora of Australia, Band 12, 1998. (online).